# Nadia Poeschmann
Nadia Palesa Poeschmann (Morija (Lesotho), 20 juli 1981) is een Nederlands model, presentatrice en actrice.
Toen ze nog op de havo zat, werd Poeschmann benaderd door een fotograaf om modellenwerk te doen. Ze besloot echter eerst haar school af te maken en door te stromen naar het vwo, om vervolgens fulltime als internationaal model te gaan werken. Als model stond zij met modereportages in onder meer de Elle, Vogue, Maxim en Cosmopolitan en liep zij shows voor Hermès, Mart Visser en Monique Collignon. Ook was zij al meerdere malen op tv te zien. Poeschmann speelde in reclames van Dubbelfrisss en Hi en zij was de streakende ’Ellen’ uit de Andrelon-reclame. Verder verscheen zij in diverse videoclips van onder andere David Guetta en Yes-R.
In 2008 haalde ze haar bachelor Media en Cultuur aan de Universiteit van Amsterdam. In datzelfde jaar presenteerde ze met Kee Huidekoper het programma Trick & Treat op Veronica en werkte zij voor de VARA. In 2010 had ze samen met Larissa Prent en Maarten Boer een wekelijkse column in het programma Films & Sterren op RTL 4 en RTL 5.
Van januari 2011 was zij samen met Tess Milne een van de vaste gezichten van MTV. Hier presenteerde zij samen met Milne het programma MTV Was Here over de laatste mode, uitgaan, muziek en gadgets. Het programma kreeg geen vervolg. In het voorjaar van 2012 was Poeschmann te zien in het televisieprogramma De schat van de Oranje op SBS6. Op 1 juni 2012 won ze de finale en versloeg hiermee Babette van Veen en Jan 'Janice' Bosmans. 
In september 2012 maakte Poeschmann de overstap naar omroep PowNed, waar zij een van de vaste reporters van Pownews werd. Hier werkte ze tot 2014, maar in datzelfde jaar presenteerde ze ook Snow Magazine en Motoplus Roadtrip op RTL 7.
Poeschmann acteerde ook in enkele films en televisieseries. Zo had zij een rol in de documentaireserie Moordvrouwen op Net5 en speelde zij een rol in de horrorkomedie Zombibi. Daarnaast speelde ze Rosalie in de film Als je verliefd wordt van Rob Houwer (Nedfilm).
In 2014 was ze te zien als een van de deelnemers in Expeditie Robinson. In 2015 presenteerde ze voor SBS6 Het Beste Paard van Stal. In 2015 was Poeschmann te zien in het RTL 5-programma Shopping Queens VIPS. Ze eindigde op de vierde plek.
Sinds 2021 is Poeschmann verslaggever in het tv-programma 112 Vandaag op RTL 5.